# Pupunahue

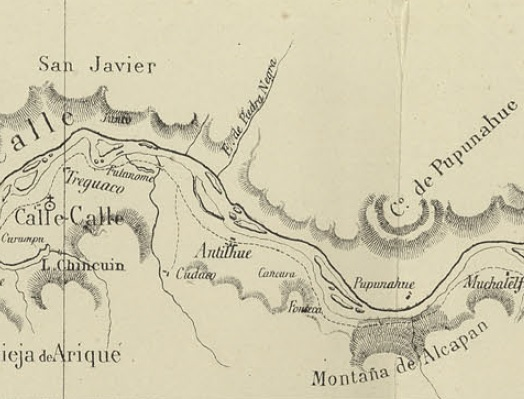
Pupunahue en la ribera norte del Calle Calle en el Mapa de la expedición de Francisco Vidal Gormaz en 1869

Pupunahue es un caserío de la comuna de Máfil, ubicada en la parte sur de la comuna, cerca de la ribera norte del río Calle Calle.

## Hidrología
Pupunahue se encuentra cerca de la ribera norte del río Calle Calle.

## Accesibilidad y transporte
Pupunahue se encuentra a 20 km de la ciudad de Máfil a través de la Ruta 5.